# Райт, Криспин
Криспин Джеймс Гарт Райт (англ. Crispin James Garth Wright, род. 21 декабря 1942 года) – британский философ, занимающийся вопросами неологицисткого подхода в философии математики, поздней философией Людвига Витгенштейна, а также вопросами истины, реализма, когнитивизма (в этике), скептицизма, знания и объективности.

## Биография
Родился в графстве Суррей, Великобритания. Обучался в Birkenhead School и Тринити-колледже (Кембридж). В 1968 получил степень доктора. До 1978 года работал как исследователь в Колледже всех душ в Оксфорде. Преподавал логику и метафизику в Сент-Эндрюсском университете. По данным 2008 года преподает в Нью-Йоркском Университете. Также преподавал в Мичиганском, Оксфордском, Колумбийском и Принстонском университетах. Основатель исследовательского института Arché в Сент-Эндрюсском университете. В 2009 Райт покинул Arché, чтобы возглавить Northern Institute of Philosophy (NIP) в Абердинском Университете.

## Работы и идеи
Автор двух книг по философии математики: Frege’s Conception of Numbers as Objects (1983) и Wittgenstein and the Foundations of Mathematics (1980). В книге Frege's Сonception of Numbers as Objects (1983), утверждает, что проект логицизма Фреге может быть реформирован и продолжен путём исключения схемы выделения из формальной системы. Арифметика, таким образом, может быть выведена в логике второго порядка из принципа Юма. Райт приводит неформальные аргументы того, что принцип Юма и логика второго порядка образуют непротиворечивую систему, из которой можно вывести аксиомы Дедекинда-Пеано. Оба утверждения неформально доказаны Фреге (теорема Фреге) и затем, в более строгой форме, Джорджем Булосом и Ричардом Хеком. Райт и его коллега Боб Хэйл являются наиболее видными представителями нео-логицизма в философии математики.
Также написал книгу по общей метафизике Truth and Objectivity (1992), в которой утверждает, что истинность утверждения может устанавливаться по более чем одному критерию, таким образом, нет необходимости в единичном, универсальном критерии. Необходим ряд критериев, позволяющих установить истинность утверждения (Райт называет их “platitudes” – банальности, общие места). Райт является сторонником плюралистической теории истины.
Многие его статьи по философии языка, эпистемологии, философии логики, метаэтике, а также статьи, посвященные интерпретации работ Людвига Витгенштейна опубликованы в двух томах Издательством Гарвардского Университета.

## Книги
- Wittgenstein on the Foundations of Mathematics (Harvard University Press, 1980)
- Frege's Conception of Numbers as Objects (Humanities Press 1983)
- Truth and Objectivity (Harvard University Press, 1992)
- Realism, Meaning, and Truth, 2nd edition (Blackwell 1993)
- The Reason's Proper Study (co-authored with Bob Hale)(Oxford University Press, 2001)
- Rails to Infinity (Harvard University Press, 2001)
- Saving the Differences (Harvard University Press, 2003)